# Regione di Bafing
La regione di Bafing è una delle 31 regioni della Costa d'Avorio. Comprende tre dipartimenti: Touba, Ouaninou e Koro.